# مارکو زفارونی
مارکو زفارونی (انگلیسی: Marco Zaffaroni؛ زادهٔ ۲۰ ژانویهٔ ۱۹۶۹) بازیکن سابق و سرمربی کنونی فوتبال فوتبال اهل ایتالیا است.
از باشگاه‌هایی که در آن بازی کرده‌است می‌توان به باشگاه فوتبال مونتسا، باشگاه فوتبال ارورا پرو پاتریا ۱۹۱۹ و باشگاه فوتبال تورینو اشاره کرد.